# Ingeborg Puppe
Gudrun Ingeborg Puppe (* 11. Januar 1941 in Łódź, Wartheland) ist eine deutsche Rechtswissenschaftlerin und emeritierte Professorin für Strafrecht an der Rheinischen Friedrich-Wilhelms-Universität Bonn.

## Leben
Ingeborg Puppe wurde im Jahre 1941 im polnischen Łódź geboren, das während des Zweiten Weltkriegs vom Deutschen Reich besetzt war und Litzmannstadt genannt wurde. Ihre Eltern waren der Rechtsanwalt Siegmund Puppe und die Gymnasiallehrerin für Mathematik und Physik Wanda Puppe, geb. Zinser. Die Mathematiker Dieter (1930–2005) und Volker Puppe (* 1938) sind ihre Brüder.

### Schul- und Studienzeit
1960 bestand sie am Mädchengymnasium an der kleinen Helle in Bremen das Abitur.
Vom Wintersemester 1960/61 bis zum Sommersemester 1965 studierte sie Rechtswissenschaften an der Ruprecht-Karls-Universität Heidelberg und legte im Dezember 1965 die erste juristische Staatsprüfung vor dem Landesjustizprüfungsamt Baden-Württemberg ab. Während ihrer Studienzeit wurde sie stark von den Strafrechtslehrern Wilhelm Gallas und Karl Lackner beeinflusst.
Ihr Referendariat absolvierte sie ab 1966 in Bremen, unterbrochen von der Arbeit an ihrer Dissertation. Im August 1970 bestand sie die zweite juristische Staatsprüfung vor dem gemeinsamen Prüfungsamt der Länder Hamburg, Bremen und Schleswig-Holstein.

### Wissenschaftlicher Werdegang
Ebenfalls im Jahre 1970 promovierte sie in Heidelberg bei Wilhelm Gallas zum Thema Die Fälschung technischer Aufzeichnungen. Seit dem 1. März 1971 war sie ebendort Assistentin bei Karl Lackner, bei welchem sie sich 1977 mit der Arbeit Idealkonkurrenz und Einzelverbrechen habilitierte und die Lehrberechtigung für die Fächer Strafrecht, Strafprozessrecht und Rechtstheorie erhielt. Im gleichen Jahr erhielt sie einen Ruf an die Universität Bonn, an welcher sie am 1. Oktober 1977 zur Professorin ernannt wurde. Dort lehrte und forschte sie auch noch nach ihrer Emeritierung im Wintersemester 2005/06, bis sie am 17. Juli 2024 ihre Abschiedsvorlesung "Zur Begründung von Gerichtsentscheidungen" hielt.

## Leistungen
Ingeborg Puppe hat u. a. mehrere Lehrbücher verfasst und war Mitherausgeberin und Kommentatorin der ersten Auflage des Nomos-Kommentar zum Strafgesetzbuch. Außerdem hervorzuheben sind ihre Werke zur juristischen Methodenlehre, insbesondere die Kleine Schule des juristischen Denkens. Zu ihrem Werk gehören aber auch für die Rechtswissenschaften ungewöhnliche Beiträge, wie der unter dem Pseudonym „Julius Kyriandros Ekklesiandros“ veröffentlichte Aufsatz Besorgter Brief an einen künftigen Strafrechtswissenschaftler, in welchem sie auf ironische Weise die Zustände in der Strafrechtswissenschaft kritisiert. Das Pseudonym ist eine Gräzisierung des Namens Julius Hermann Kirchmann. Der Artikel spielt damit auf Julius von Kirchmanns Vortrag Die Werthlosigkeit der Jurisprudenz als Wissenschaft an.
Ihre Bücher wurden u. a. ins Spanische und ins Chinesische übersetzt.

## Sonstiges
Puppe kritisierte öffentlich die Verfilmung des Politthrillers Der Fall Collini von Ferdinand von Schirach aus juristischer Sicht und führte zahlreiche fachliche Mängel des Films auf.
2024 kritisierte sie bezüglich der Ahrflut im Juli 2021 öffentlich die Einstellung des Strafverfahrens gegen den ehemaligen CDU-Landrat Jürgen Pföhler, indem sie der ermittelnden Staatsanwaltschaft Koblenz "Denkfehler" vorwarf.

## Werke (Auswahl)
- Die Fälschung technischer Aufzeichnungen. Berlin 1972.
- Idealkonkurrenz und Einzelverbrechen. Berlin 1979.
- Vorsatz und Zurechnung. Heidelberg 1992.
- Die Erfolgszurechnung im Strafrecht. Baden-Baden 2000 (übersetzt ins Spanische).
- Strafrecht Allgemeiner Teil im Spiegel der Rechtsprechung. Band 1: Die Lehre vom Tatbestand, Rechtswidrigkeit und Schuld. Baden-Baden 2002.
- Strafrecht Allgemeiner Teil im Spiegel der Rechtsprechung. Band 2: Sonderformen des Verbrechens. Baden-Baden 2005.
- Strafrecht Allgemeiner Teil im Spiegel der Rechtsprechung (ab der 2. Auflage 2011 in einem Band zusammengefasst). 5. Auflage. Nomos, Baden-Baden 2022.
- Strafrechtsdogmatische Analysen. Göttingen 2006.
- Kleine Schule des juristischen Denkens. UTB, Göttingen 2008. – 5. Auflage. UTB, Göttingen 2023 (übersetzt ins Chinesische).